# Samuel Kroon
Samuel Karl Johan Kroon, född 28 november 1996, är en svensk fotbollsspelare som spelar för Örebro SK.

## Karriär
Kroon började spela fotboll i IK Bele som sexåring. Som 16-åring gick han till Spånga IS för spel i deras lag i U17-allsvenskan. Kroon började sin seniorkarriär 2014 med spel i division 3-klubben Täby FK. Inför säsongen 2015 gick han över till seriekonkurrenten Bele Barkarby IF.
I december 2015 gick Kroon till Nyköpings BIS. Han spelade tre säsonger för klubben i Division 1. I februari 2019 värvades Kroon av Umeå FC, där han skrev på ett ettårskontrakt.
I november 2019 värvades Kroon av Halmstads BK, där han skrev på ett treårskontrakt. Kroon gjorde sin Superettan-debut den 16 juni 2020 i en 0–1-förlust mot Trelleborgs FF. Han spelade 29 ligamatcher och gjorde sju mål under säsongen 2020, då Halmstads BK blev uppflyttade till Allsvenskan. Efter säsongen 2022 lämnade Kroon klubben i samband med att hans kontrakt löpte ut.
I december 2022 värvades Kroon av IF Brommapojkarna. I augusti 2023 skrev han på ett 2,5-årskontrakt med Örebro SK.